# Big Noyd
Big Noyd, właściwie TuJuan Perry (ur. 7 maja 1975) – amerykański raper. 

## Kariera
Jako raper debiutował w 1993 roku na płycie Juvenille Hell w utworze "Stomp'Em Out" grupy Mobb Deep. Jego debiutancka płyta, Episodes of a Hustla, ukazała się w 1996 roku. Płyta zawiera 11 utworów chociaż początkowo miała się składać z większej ilości. Powodem tego był fakt, że raper podczas jej nagrywania trafił do więzienia, co uniemożliwiło dalsze nagrywanie. Płyta do dziś uznawana jest przez fanów jako klasyk. Noyd powrócił do muzyki dopiero w 2003 roku, wydając Only the Strong. Kolejnym krokiem było wydanie rok później albumu On the Grind. W sierpniu 2006 roku ukazała się czwarta płyta Big Noyd'a – The Stick Up Kid". Na tej płycie gościnnie pojawili się Flame Killah, Godfather, Havoc, Twin Gambino czy Ty Nitty. 

## Dyskografia
- Episodes of a Hustla (1996)
- Only the Strong (2003)
- On the Grind (2004)
- The Stick Up Kid (2006)
- Illustrious (2008)
- Queens Chronicle (2010)